# Sarai (thành phố)
Sarai Batu (Sarai-al-Maqrus, cũng phiên âm là Saraj hoặc Saray) là một thành phố thủ phủ của Kim Trướng hãn quốc và là một trong những thành phố lớn nhất của thế giới thời trung cổ, với một dân số 600.000 người theo ước tính của Britannica phiên bản 2005.
Tên gọi xuất phát từ tiếng Ba Tư và có nghĩa là "cung điện", al-Maqrus viết tắt của "Trời phù hộ".
Thành phố Sarai Batu (hoặc Sarai Berke) có thể đã toạ lạc bên kênh Akhtuba của hạ lưu sông Volga gần làng Selitrennoye ngày nay thuộc huyện Kharabalinsky, Astrakhan Oblast, Nga, cự ly khoảng 120 km về phía bắc Astrakhan. Vị vua người Mông Cổ Batu Khan được ghi nhận là người có công trong việc xây dựng thành phố này vào giữa thập niên 1240 trên trang vị trí của Saqsin (có thể có chính nó được xây dựng trên khu vực của thủ đô Khazar, Atil).
Tầm quan trọng của Sarai Batu bắt nguồn từ một thực tế là các hoàng tử của Rus đã có để có được phép của chính quyền (yarlyk) từ Hãn ở Sarai. Điều này khuyến khích cạnh tranh giữa các hoàng tử cũng như củng cố kiểm soát của Kim Trướng Hãn quốc đối với khu vực này.